# Davis Hills
Die Davis Hills sind eine kleine Gruppe von Hügeln  im westantarktischen Marie-Byrd-Land. Im Königin-Maud-Gebirge ragen sie an der Südflanke des Klein-Gletschers auf, wo dieser in den Scott-Gletscher einmündet.
Der United States Geological Survey kartierte sie anhand eigener Vermessungen und Luftaufnahmen der United States Navy aus den Jahren von 1960 bis 1963. Das Advisory Committee on Antarctic Names benannte sie 1967 nach Parker Davis, Fotograf der Flugstaffel VX-6 bei der Operation Deep Freeze der Jahre 1966 und 1967.